# Handball-Weltmeisterschaft der Frauen 2015/Qualifikation
Diese Seite beschreibt die Qualifikation zur Handball-Weltmeisterschaft der Frauen 2015 in Dänemark.

## Afrika
Afrika stellt drei Teilnehmer, die bei der Afrikameisterschaft 2014 ermittelt wurden. Die Meisterschaft fand vom 16. bis 25. Januar 2014 in Algier in Turnierform statt.

### WM-Teilnehmer
Qualifiziert für die WM 2015 sind:
- Tunesien (Afrikameister 2014)
- Demokratische Republik Kongo (2. bei Afrikameisterschaft 2014)
- Angola (3. bei Afrikameisterschaft 2014)

## Amerika
Neben den schon qualifizierten Titelverteidiger Brasilien, qualifizierten sich bei der Handball-Panamerikameisterschaft der Frauen 2015, die vom 21. Mai bis zum 28. Mai 2015 stattfand, drei weitere Mannschaften für die Weltmeisterschaft. Weiterhin erspielte sich Uruguay durch den fünften Platz das Startrecht am Qualifikationsturnier.

### WM-Teilnehmer
Qualifiziert für die WM 2015 sind:
- Kuba (2. bei Panamerikameisterschaft 2015)
- Argentinien (3. bei Panamerikameisterschaft 2015)
- Puerto Rico (4. bei Panamerikameisterschaft 2015)

## Europa

### Qualifikationsrunde
Die erste Qualifikationsrunde wurde in 4 Gruppen ausgetragen, jeweils der Erstplatzierte qualifizierte sich für die Play-off-Spiele.

#### Gruppe 1
Die Spiele wurden in Zürich in der Schweiz ausgetragen.
| Pl. | Verein       | Sp. | S | U | N | Tore     | Diff. | Punkte |
| --- | ------------ | --- | - | - | - | -------- | ----- | ------ |
| 1.  | Slowenien    | 3   | 3 | 0 | 0 | 0101:770 | +24   | 06:00  |
| 2.  | Weißrussland | 3   | 2 | 0 | 1 | 086:830  | +3    | 04:20  |
| 3.  | Schweiz      | 3   | 1 | 0 | 2 | 080:730  | +7    | 02:40  |
| 4.  | Griechenland | 3   | 0 | 0 | 3 | 070:1040 | −34   | 00:60  |

| 3. Dezember 2014 17:45 Uhr | Weißrussland                                | 29:25        | Griechenland                   | Saalsporthalle, Zürich Zuschauer: 250 Schiedsrichter: Marić, Mašić |
| 3. Dezember 2014 17:45 Uhr | meiste Tore: Mihdaliova, Yezhykava (5 Tore) | (15:12)      | meiste Tore: Tsakalou (6 Tore) | Saalsporthalle, Zürich Zuschauer: 250 Schiedsrichter: Marić, Mašić |
| 3. Dezember 2014 17:45 Uhr | Strafen: 2× 4×                              | Spielbericht | Strafen: 3× 2×                 | Saalsporthalle, Zürich Zuschauer: 250 Schiedsrichter: Marić, Mašić |

| 3. Dezember 2014 20:15 Uhr | Slowenien                     | 27:21        | Schweiz                      | Saalsporthalle, Zürich Zuschauer: 650 Schiedsrichter: Ilieva, Karbeska |
| 3. Dezember 2014 20:15 Uhr | meiste Tore: Lazović (7 Tore) | (16:10)      | meiste Tore: Furrer (4 Tore) | Saalsporthalle, Zürich Zuschauer: 650 Schiedsrichter: Ilieva, Karbeska |
| 3. Dezember 2014 20:15 Uhr | Strafen: 3× 4×                | Spielbericht | Strafen: 3× 2×               | Saalsporthalle, Zürich Zuschauer: 650 Schiedsrichter: Ilieva, Karbeska |

| 4. Dezember 2014 17:45 Uhr | Griechenland                               | 23:39        | Slowenien                           | Saalsporthalle, Zürich Zuschauer: 150 Schiedsrichter: Marić, Mašić |
| 4. Dezember 2014 17:45 Uhr | meiste Tore: Logdanidou, Tsakalou (5 Tore) | (9:16)       | meiste Tore: Hrnčič, Irman (7 Tore) | Saalsporthalle, Zürich Zuschauer: 150 Schiedsrichter: Marić, Mašić |
| 4. Dezember 2014 17:45 Uhr | Strafen: 3× 2×                             | Spielbericht | Strafen: 2× 1×                      | Saalsporthalle, Zürich Zuschauer: 150 Schiedsrichter: Marić, Mašić |

| 4. Dezember 2014 20:15 Uhr | Schweiz                       | 23:24        | Weißrussland                            | Saalsporthalle, Zürich Zuschauer: 450 Schiedsrichter: Ilieva, Karbeska |
| 4. Dezember 2014 20:15 Uhr | meiste Tore: Scherer (6 Tore) | (14:12)      | meiste Tore: Lobach, Yezhykava (5 Tore) | Saalsporthalle, Zürich Zuschauer: 450 Schiedsrichter: Ilieva, Karbeska |
| 4. Dezember 2014 20:15 Uhr | Strafen: 3×                   | Spielbericht | Strafen: 3×                             | Saalsporthalle, Zürich Zuschauer: 450 Schiedsrichter: Ilieva, Karbeska |

| 6. Dezember 2014 12:00 Uhr | Slowenien                  | 35:33        | Weißrussland                     | Saalsporthalle, Zürich Zuschauer: 217 Schiedsrichter: Ilieva, Karbeska |
| 6. Dezember 2014 12:00 Uhr | meiste Tore: Gros (9 Tore) | (17:18)      | meiste Tore: Mihdaliova (8 Tore) | Saalsporthalle, Zürich Zuschauer: 217 Schiedsrichter: Ilieva, Karbeska |
| 6. Dezember 2014 12:00 Uhr | Strafen: 3× 2× 1×          | Spielbericht | Strafen: 3× 5× 1×                | Saalsporthalle, Zürich Zuschauer: 217 Schiedsrichter: Ilieva, Karbeska |

| 6. Dezember 2014 14:30 Uhr | Schweiz                       | 36:22        | Griechenland                   | Saalsporthalle, Zürich Zuschauer: 380 Schiedsrichter: Marić, Mašić |
| 6. Dezember 2014 14:30 Uhr | meiste Tore: Scherer (7 Tore) | (16:11)      | meiste Tore: Tsakalou (6 Tore) | Saalsporthalle, Zürich Zuschauer: 380 Schiedsrichter: Marić, Mašić |
| 6. Dezember 2014 14:30 Uhr | Strafen: 3× 7×                | Spielbericht | Strafen: 2× 6×                 | Saalsporthalle, Zürich Zuschauer: 380 Schiedsrichter: Marić, Mašić |

#### Gruppe 2
Die Spiele wurden in Stockerau in Österreich ausgetragen.
| Pl. | Land       | Sp. | S | U | N | Tore    | Diff. | Punkte |
| --- | ---------- | --- | - | - | - | ------- | ----- | ------ |
| 1.  | Österreich | 3   | 3 | 0 | 0 | 0102:00 | +102  | 06:00  |
| 2.  | Türkei     | 3   | 2 | 0 | 1 | 096:00  | +96   | 04:20  |
| 3.  | Portugal   | 3   | 1 | 0 | 2 | 088:00  | +88   | 02:40  |
| 4.  | Israel     | 3   | 0 | 0 | 3 | 055:00  | +55   | 00:60  |

| 4. Dezember 2014 18:00 Uhr | Türkei                      | 28:27        | Portugal                                | Sportzentrum Alte Au, Stockerau Zuschauer: 300 Schiedsrichter: Christiansen, Hansen |
| 4. Dezember 2014 18:00 Uhr | meiste Tore: İskit (8 Tore) | (14:14)      | meiste Tore: Rodrigues, Soares (6 Tore) | Sportzentrum Alte Au, Stockerau Zuschauer: 300 Schiedsrichter: Christiansen, Hansen |
| 4. Dezember 2014 18:00 Uhr | Strafen: 3×                 | Spielbericht | Strafen: 2× 4× 1×                       | Sportzentrum Alte Au, Stockerau Zuschauer: 300 Schiedsrichter: Christiansen, Hansen |

| 4. Dezember 2014 20:15 Uhr | Österreich                                 | 41:15        | Israel                       | Sportzentrum Alte Au, Stockerau Zuschauer: 350 Schiedsrichter: Praštalo, Todorović |
| 4. Dezember 2014 20:15 Uhr | meiste Tore: Engel, Grausenburger (6 Tore) | (21:7)       | meiste Tore: Vikrat (5 Tore) | Sportzentrum Alte Au, Stockerau Zuschauer: 350 Schiedsrichter: Praštalo, Todorović |
| 4. Dezember 2014 20:15 Uhr | Strafen: 3× 6×                             | Spielbericht | Strafen: 3× 5×               | Sportzentrum Alte Au, Stockerau Zuschauer: 350 Schiedsrichter: Praštalo, Todorović |

| 5. Dezember 2014 18:00 Uhr | Portugal                        | 21:29        | Österreich                         | Sportzentrum Alte Au, Stockerau Zuschauer: 550 Schiedsrichter: Christiansen, Hansen |
| 5. Dezember 2014 18:00 Uhr | meiste Tore: Rodrigues (6 Tore) | (9:16)       | meiste Tore: Scheffknecht (9 Tore) | Sportzentrum Alte Au, Stockerau Zuschauer: 550 Schiedsrichter: Christiansen, Hansen |
| 5. Dezember 2014 18:00 Uhr | Strafen: 2× 5×                  | Spielbericht | Strafen: 3× 5×                     | Sportzentrum Alte Au, Stockerau Zuschauer: 550 Schiedsrichter: Christiansen, Hansen |

| 5. Dezember 2014 20:15 Uhr | Israel                        | 23:44        | Türkei                          | Sportzentrum Alte Au, Stockerau Zuschauer: 250 Schiedsrichter: Praštalo, Todorović |
| 5. Dezember 2014 20:15 Uhr | meiste Tore: Bertaut (8 Tore) | (10:18)      | meiste Tore: Topaloğlu (8 Tore) | Sportzentrum Alte Au, Stockerau Zuschauer: 250 Schiedsrichter: Praštalo, Todorović |
| 5. Dezember 2014 20:15 Uhr | Strafen: 3× 7×                | Spielbericht | Strafen: 3×                     | Sportzentrum Alte Au, Stockerau Zuschauer: 250 Schiedsrichter: Praštalo, Todorović |

| 6. Dezember 2014 14:20 Uhr | Portugal                         | 40:17        | Israel                       | Sportzentrum Alte Au, Stockerau Zuschauer: 100 Schiedsrichter: Praštalo, Todorović |
| 6. Dezember 2014 14:20 Uhr | meiste Tore: Rodrigues (13 Tore) | (20:8)       | meiste Tore: Vikrat (5 Tore) | Sportzentrum Alte Au, Stockerau Zuschauer: 100 Schiedsrichter: Praštalo, Todorović |
| 6. Dezember 2014 14:20 Uhr | Strafen: 3×                      | Spielbericht | Strafen: 2× 1×               | Sportzentrum Alte Au, Stockerau Zuschauer: 100 Schiedsrichter: Praštalo, Todorović |

| 6. Dezember 2014 18:25 Uhr | Türkei                             | 24:32        | Österreich                         | Sportzentrum Alte Au, Stockerau Zuschauer: 1.200 Schiedsrichter: Christiansen, Hansen |
| 6. Dezember 2014 18:25 Uhr | meiste Tore: İskenderoğlu (4 Tore) | (11:15)      | meiste Tore: Magelinskas (10 Tore) | Sportzentrum Alte Au, Stockerau Zuschauer: 1.200 Schiedsrichter: Christiansen, Hansen |
| 6. Dezember 2014 18:25 Uhr | Strafen: 3× 4×                     | Spielbericht | Strafen: 3× 5×                     | Sportzentrum Alte Au, Stockerau Zuschauer: 1.200 Schiedsrichter: Christiansen, Hansen |

#### Gruppe 3
Die Mannschaften entschieden ein Heim- und ein Auswärtsspiel auszutragen.
| Pl. | Land       | Sp. | S | U | N | Tore    | Diff. | Punkte |
| --- | ---------- | --- | - | - | - | ------- | ----- | ------ |
| 1.  | Island     | 4   | 4 | 0 | 0 | 0114:00 | +114  | 08:00  |
| 2.  | Italien    | 4   | 2 | 0 | 2 | 088:00  | +88   | 04:40  |
| 3.  | Mazedonien | 4   | 0 | 0 | 4 | 087:00  | +87   | 00:80  |

| 9. Oktober 2014 17:45 Uhr | Mazedonien                          | 20:23        | Italien                        | SRC Kale, Skopje Zuschauer: 1.500 Schiedsrichter: Covalciuc, Covalciuc |
| 9. Oktober 2014 17:45 Uhr | meiste Tore: Gjeorgjievska (5 Tore) | (14:11)      | meiste Tore: Gheorghe (6 Tore) | SRC Kale, Skopje Zuschauer: 1.500 Schiedsrichter: Covalciuc, Covalciuc |
| 9. Oktober 2014 17:45 Uhr | Strafen: 3× 1×                      | Spielbericht | Strafen: 3× 5×                 | SRC Kale, Skopje Zuschauer: 1.500 Schiedsrichter: Covalciuc, Covalciuc |

| 12. Oktober 2014 18:30 Uhr | Italien                         | 27:22        | Mazedonien                                    | Palazzetto dello Sport, Follonica Zuschauer: 2.000 Schiedsrichter: Alpaidse, Berjoskina |
| 12. Oktober 2014 18:30 Uhr | meiste Tore: Gheorghe (10 Tore) | (11:9)       | meiste Tore: Gjeorgjievska, Mečevska (5 Tore) | Palazzetto dello Sport, Follonica Zuschauer: 2.000 Schiedsrichter: Alpaidse, Berjoskina |
| 12. Oktober 2014 18:30 Uhr | Strafen: 3× 1×                  | Spielbericht | Strafen: 3× 4×                                | Palazzetto dello Sport, Follonica Zuschauer: 2.000 Schiedsrichter: Alpaidse, Berjoskina |

| 27. November 2014 17:30 Uhr | Italien                      | 17:26        | Island                            | Pala Santa Filomena, Chieti Zuschauer: 2.000 Schiedsrichter: Vujačić, Kažanegra |
| 27. November 2014 17:30 Uhr | meiste Tore: Fanton (5 Tore) | (8:13)       | meiste Tore: Knútsdóttir (9 Tore) | Pala Santa Filomena, Chieti Zuschauer: 2.000 Schiedsrichter: Vujačić, Kažanegra |
| 27. November 2014 17:30 Uhr | Strafen: 3× 2×               | Spielbericht | Strafen: 3× 2×                    | Pala Santa Filomena, Chieti Zuschauer: 2.000 Schiedsrichter: Vujačić, Kažanegra |

| 30. November 2014 16:00 Uhr | Island                             | 27:21        | Italien                        | Laugardalshöll, Reykjavík Zuschauer: 750 Schiedsrichter: Brehmer, Skowronek |
| 30. November 2014 16:00 Uhr | meiste Tore: Knútsdóttir (11 Tore) | (13:7)       | meiste Tore: Gheorghe (8 Tore) | Laugardalshöll, Reykjavík Zuschauer: 750 Schiedsrichter: Brehmer, Skowronek |
| 30. November 2014 16:00 Uhr | Strafen: 3×                        | Spielbericht | Strafen: 2× 4×                 | Laugardalshöll, Reykjavík Zuschauer: 750 Schiedsrichter: Brehmer, Skowronek |

| 3. Dezember 2014 19:30 Uhr | Island                             | 33:23        | Mazedonien                     | Laugardalshöll, Reykjavík Zuschauer: 550 Schiedsrichter: Hermann, Madsen |
| 3. Dezember 2014 19:30 Uhr | meiste Tore: Knútsdóttir (14 Tore) | (17:12)      | meiste Tore: Mečevska (6 Tore) | Laugardalshöll, Reykjavík Zuschauer: 550 Schiedsrichter: Hermann, Madsen |
| 3. Dezember 2014 19:30 Uhr | Strafen: 3×                        | Spielbericht | Strafen: 3× 2×                 | Laugardalshöll, Reykjavík Zuschauer: 550 Schiedsrichter: Hermann, Madsen |

| 6. Dezember 2014 17:45 Uhr | Mazedonien                        | 22:28        | Island                           | SRC Kale, Skopje Zuschauer: 300 Schiedsrichter: Pech, Vagvölgyi |
| 6. Dezember 2014 17:45 Uhr | meiste Tore: Despodovska (6 Tore) | (11:12)      | meiste Tore: Pálsdóttir (6 Tore) | SRC Kale, Skopje Zuschauer: 300 Schiedsrichter: Pech, Vagvölgyi |
| 6. Dezember 2014 17:45 Uhr | Strafen: 3×                       | Spielbericht | Strafen: 3× 2×                   | SRC Kale, Skopje Zuschauer: 300 Schiedsrichter: Pech, Vagvölgyi |

#### Gruppe 4
Die Spiele wurden in Olmütz in Tschechien ausgetragen.
| Pl. | Land          | Sp. | S | U | N | Tore   | Diff. | Punkte |
| --- | ------------- | --- | - | - | - | ------ | ----- | ------ |
| 1.  | Tschechien    | 2   | 2 | 0 | 0 | 071:00 | +71   | 04:00  |
| 2.  | Litauen       | 2   | 1 | 0 | 1 | 062:00 | +62   | 02:20  |
| 3.  | Aserbaidschan | 2   | 0 | 0 | 2 | 055:00 | +55   | 00:40  |

| 28. November 2014 18:00 Uhr | Aserbaidschan                    | 26:38        | Tschechien                    | SK UP Olomouc, Olmütz Zuschauer: 600 Schiedsrichter: Năstase, Stancu |
| 28. November 2014 18:00 Uhr | meiste Tore: Tankaskaya (8 Tore) | (16:15)      | meiste Tore: Hrbková (7 Tore) | SK UP Olomouc, Olmütz Zuschauer: 600 Schiedsrichter: Năstase, Stancu |
| 28. November 2014 18:00 Uhr | Strafen: 2× 6× 1×                | Spielbericht | Strafen: 3× 4×                | SK UP Olomouc, Olmütz Zuschauer: 600 Schiedsrichter: Năstase, Stancu |

| 29. November 2014 17:00 Uhr | Litauen                            | 35:29        | Aserbaidschan               | SK UP Olomouc, Olmütz Zuschauer: 150 Schiedsrichter: Năstase, Stancu |
| 29. November 2014 17:00 Uhr | meiste Tore: Šatkauskaitė (9 Tore) | (23:15)      | meiste Tore: Peche (9 Tore) | SK UP Olomouc, Olmütz Zuschauer: 150 Schiedsrichter: Năstase, Stancu |
| 29. November 2014 17:00 Uhr | Strafen: 2× 5× 1×                  | Spielbericht | Strafen: 2× 5×              | SK UP Olomouc, Olmütz Zuschauer: 150 Schiedsrichter: Năstase, Stancu |

| 30. November 2014 11:00 Uhr | Tschechien                                 | 33:27        | Litauen                              | SK UP Olomouc, Olmütz Zuschauer: 700 Schiedsrichter: Năstase, Stancu |
| 30. November 2014 11:00 Uhr | meiste Tore: Hrbková, Kutlvašrová (6 Tore) | (21:12)      | meiste Tore: Bernatavičiūtė (7 Tore) | SK UP Olomouc, Olmütz Zuschauer: 700 Schiedsrichter: Năstase, Stancu |
| 30. November 2014 11:00 Uhr | Strafen: 2× 6×                             | Spielbericht | Strafen: 2× 3×                       | SK UP Olomouc, Olmütz Zuschauer: 700 Schiedsrichter: Năstase, Stancu |

### Play-off-Spiele
Die Mannschaften spielen ein Heim- und ein Auswärtsspiel. Die Auslosung der Spiele fand am 21. Dezember 2014 statt.

#### Auslosung
| Topf 1 (Die neun Besten der Handball-Europameisterschaft 2014)                       | Topf 2 (Die fünf Letzten der Handball-Europameisterschaft 2014 sowie die vier Gruppensieger aus der Qualifikation) |
| ------------------------------------------------------------------------------------ | --- |
| Frankreich Deutschland Ungarn Montenegro Niederlande Polen Rumänien Spanien Schweden | Österreich Kroatien Tschechien Island Russland Serbien Slowakei Slowenien Ukraine                                  |

#### Übersicht
|             | Gesamt |            | Hinspiel | Rückspiel |
| ----------- | ------ | ---------- | -------- | --------- |
| Frankreich  | 54:41  | Slowenien  | 27:20    | 27:21     |
| Deutschland | 46:49  | Russland   | 20:22    | 26:27     |
| Serbien     | 54:56  | Rumänien   | 26:32    | 28:24     |
| Niederlande | 56:48  | Tschechien | 33:23    | 23:25     |
| Ukraine     | 40:54  | Polen      | 18:24    | 22:30     |
| Montenegro  | 47:38  | Island     | 28:19    | 19:19     |
| Österreich  | 44:74  | Ungarn     | 20:33    | 24:41     |
| Spanien     | 45:39  | Slowakei   | 25:19    | 20:20     |
| Kroatien    | 44:51  | Schweden   | 23:24    | 21:27     |

##### Hinspiel
| 7. Juni 2015 17:00 Uhr | Frankreich                      | 27:20        | Slowenien                    | Arena Brest, Brest Zuschauer: 4.000 Schiedsrichter: Fabian Baumgart, Sascha Wild |
| 7. Juni 2015 17:00 Uhr | meiste Tore: Lacrabère (6 Tore) | (15:11)      | meiste Tore: Mavsar (5 Tore) | Arena Brest, Brest Zuschauer: 4.000 Schiedsrichter: Fabian Baumgart, Sascha Wild |
| 7. Juni 2015 17:00 Uhr | Strafen: 3×                     | Spielbericht | Strafen: 3×                  | Arena Brest, Brest Zuschauer: 4.000 Schiedsrichter: Fabian Baumgart, Sascha Wild |

| 7. Juni 2015 15:00 Uhr | Deutschland                    | 20:22        | Russland                           | Anhalt-Arena, Dessau Zuschauer: 3.007 Schiedsrichter: Cristina Năstase, Simona Raluca Stancu |
| 7. Juni 2015 15:00 Uhr | meiste Tore: Wohlbold (5 Tore) | (10:12)      | meiste Tore: Kotschetowa (11 Tore) | Anhalt-Arena, Dessau Zuschauer: 3.007 Schiedsrichter: Cristina Năstase, Simona Raluca Stancu |
| 7. Juni 2015 15:00 Uhr | Strafen: 2× 7× 1×              | Spielbericht | Strafen: 3× 7×                     | Anhalt-Arena, Dessau Zuschauer: 3.007 Schiedsrichter: Cristina Năstase, Simona Raluca Stancu |

| 6. Juni 2015 18:00 Uhr | Serbien                                   | 26:32        | Rumänien                     | Sports Hall Ribnica, Kraljevo Zuschauer: 2.200 Schiedsrichter: Jiří Opava, Pavel Válek |
| 6. Juni 2015 18:00 Uhr | meiste Tore: Radojević, Živković (5 Tore) | (13:17)      | meiste Tore: Neagu (11 Tore) | Sports Hall Ribnica, Kraljevo Zuschauer: 2.200 Schiedsrichter: Jiří Opava, Pavel Válek |
| 6. Juni 2015 18:00 Uhr | Strafen: 4× 1×                            | Spielbericht | Strafen: 3× 5×               | Sports Hall Ribnica, Kraljevo Zuschauer: 2.200 Schiedsrichter: Jiří Opava, Pavel Válek |

| 6. Juni 2015 16:00 Uhr | Niederlande                          | 33:23        | Tschechien                     | Sporthal Valkenhuizen, Arnhem Zuschauer: 2.876 Schiedsrichter: Wiktorija Alpaidse, Tatjana Berjoskina |
| 6. Juni 2015 16:00 Uhr | meiste Tore: Abbingh, Groot (7 Tore) | (15:16)      | meiste Tore: Luzumová (8 Tore) | Sporthal Valkenhuizen, Arnhem Zuschauer: 2.876 Schiedsrichter: Wiktorija Alpaidse, Tatjana Berjoskina |
| 6. Juni 2015 16:00 Uhr | Strafen: 3× 8×                       | Spielbericht | Strafen: 4× 6×                 | Sporthal Valkenhuizen, Arnhem Zuschauer: 2.876 Schiedsrichter: Wiktorija Alpaidse, Tatjana Berjoskina |

| 6. Juni 2015 19:00 Uhr | Ukraine                        | 18:24        | Polen                         | Karpaty Arena, Uschhorod Zuschauer: 800 Schiedsrichter: Jelena Vujačić, Anđelina Kažanegra |
| 6. Juni 2015 19:00 Uhr | meiste Tore: Gorilska (6 Tore) | (8:14)       | meiste Tore: Pielesz (8 Tore) | Karpaty Arena, Uschhorod Zuschauer: 800 Schiedsrichter: Jelena Vujačić, Anđelina Kažanegra |
| 6. Juni 2015 19:00 Uhr | Strafen: 3×                    | Spielbericht | Strafen: 3×                   | Karpaty Arena, Uschhorod Zuschauer: 800 Schiedsrichter: Jelena Vujačić, Anđelina Kažanegra |

| 7. Juni 2015 20:30 Uhr | Montenegro                                | 28:19        | Island                           | Sportski centar Morača, Podgorica Zuschauer: 2.000 Schiedsrichter: Zigmārs Stoļarovs, Renārs Līcis |
| 7. Juni 2015 20:30 Uhr | meiste Tore: Bulatović, Knežević (9 Tore) | (12:12)      | meiste Tore: Pekarskyte (5 Tore) | Sportski centar Morača, Podgorica Zuschauer: 2.000 Schiedsrichter: Zigmārs Stoļarovs, Renārs Līcis |
| 7. Juni 2015 20:30 Uhr | Strafen: 2× 1×                            | Spielbericht | Strafen: 2× 1×                   | Sportski centar Morača, Podgorica Zuschauer: 2.000 Schiedsrichter: Zigmārs Stoļarovs, Renārs Līcis |

| 5. Juni 2015 20:25 Uhr | Österreich                                | 20:33        | Ungarn                                    | Sportzentrum Alte Au, Stockerau Zuschauer: 1.200 Schiedsrichter: Diana-Carmen Florescu, Anamaria Stoia |
| 5. Juni 2015 20:25 Uhr | meiste Tore: Logvin, Magelinskas (5 Tore) | (11:19)      | meiste Tore: Szucsánszki, Erdősi (7 Tore) | Sportzentrum Alte Au, Stockerau Zuschauer: 1.200 Schiedsrichter: Diana-Carmen Florescu, Anamaria Stoia |
| 5. Juni 2015 20:25 Uhr | Strafen: 3× 5×                            | Spielbericht | Strafen: 4× 1×                            | Sportzentrum Alte Au, Stockerau Zuschauer: 1.200 Schiedsrichter: Diana-Carmen Florescu, Anamaria Stoia |

| 7. Juni 2015 14:00 Uhr | Spanien                                          | 25:19        | Slowakei                         | Centro Insular de Deportes, Gran Canaria Zuschauer: 2.200 Schiedsrichter: Miklós Andorka, Róbert Hucker |
| 7. Juni 2015 14:00 Uhr | meiste Tore: Martín, Fernández, Barbosa (6 Tore) | (13:11)      | meiste Tore: Jakubisová (5 Tore) | Centro Insular de Deportes, Gran Canaria Zuschauer: 2.200 Schiedsrichter: Miklós Andorka, Róbert Hucker |
| 7. Juni 2015 14:00 Uhr | Strafen: 3× 2×                                   | Spielbericht | Strafen: 3×                      | Centro Insular de Deportes, Gran Canaria Zuschauer: 2.200 Schiedsrichter: Miklós Andorka, Róbert Hucker |

| 7. Juni 2015 17:15 Uhr | Kroatien                             | 23:24        | Schweden                  | Sportska dvorana Gimnazije Fran Galović, Koprivnica Zuschauer: 2.000 Schiedsrichter: Ferenc Bonifert, Viktor Oláh |
| 7. Juni 2015 17:15 Uhr | meiste Tore: Sokač, Penezić (6 Tore) | (11:8)       | meiste Tore: Alm (7 Tore) | Sportska dvorana Gimnazije Fran Galović, Koprivnica Zuschauer: 2.000 Schiedsrichter: Ferenc Bonifert, Viktor Oláh |
| 7. Juni 2015 17:15 Uhr | Strafen: 3× 4×                       | Spielbericht | Strafen: 2× 6×            | Sportska dvorana Gimnazije Fran Galović, Koprivnica Zuschauer: 2.000 Schiedsrichter: Ferenc Bonifert, Viktor Oláh |

##### Rückspiel
| 13. Juni 2015 16:00 Uhr | Slowenien                  | 21:27        | Frankreich                      | Rdeča dvorana, Velenje Zuschauer: 1.000 Schiedsrichter: Erdogan, Özdeniz |
| 13. Juni 2015 16:00 Uhr | meiste Tore: Gros (7 Tore) | (10:14)      | meiste Tore: Lacrabère (7 Tore) | Rdeča dvorana, Velenje Zuschauer: 1.000 Schiedsrichter: Erdogan, Özdeniz |
| 13. Juni 2015 16:00 Uhr | Strafen: 3× 2×             | Spielbericht | Strafen: 3× 4×                  | Rdeča dvorana, Velenje Zuschauer: 1.000 Schiedsrichter: Erdogan, Özdeniz |

| 13. Juni 2015 17:00 Uhr | Russland                          | 27:26        | Deutschland                    | Sportcomplex "Zvezdniy", Astrachan Zuschauer: 6.000 Schiedsrichter: Maric, Masic |
| 13. Juni 2015 17:00 Uhr | meiste Tore: Kotschetowa (7 Tore) | (13:10)      | meiste Tore: Hubinger (5 Tore) | Sportcomplex "Zvezdniy", Astrachan Zuschauer: 6.000 Schiedsrichter: Maric, Masic |
| 13. Juni 2015 17:00 Uhr | Strafen: 3× 1×                    | Spielbericht | Strafen: 3×                    | Sportcomplex "Zvezdniy", Astrachan Zuschauer: 6.000 Schiedsrichter: Maric, Masic |

| 13. Juni 2015 17:00 Uhr | Rumänien                    | 24:28        | Serbien                                              | Sala Polivalentă din Cluj-Napoca, Cluj-Napoca Zuschauer: 7.300 Schiedsrichter: Pulsen, Mortensen |
| 13. Juni 2015 17:00 Uhr | meiste Tore: Neagu (7 Tore) | (12:11)      | meiste Tore: Rajović, Stoiljković, Živković (6 Tore) | Sala Polivalentă din Cluj-Napoca, Cluj-Napoca Zuschauer: 7.300 Schiedsrichter: Pulsen, Mortensen |
| 13. Juni 2015 17:00 Uhr | Strafen: 3× 7× 1×           | Spielbericht | Strafen: 4× 3×                                       | Sala Polivalentă din Cluj-Napoca, Cluj-Napoca Zuschauer: 7.300 Schiedsrichter: Pulsen, Mortensen |

| 13. Juni 2015 19:10 Uhr | Tschechien                     | 25:23        | Niederlande                   | Sportovní hala Banik Most, Most Zuschauer: 800 Schiedsrichter: Lah, Sok |
| 13. Juni 2015 19:10 Uhr | meiste Tore: Luzumová (5 Tore) | (11:10)      | meiste Tore: Abbingh (6 Tore) | Sportovní hala Banik Most, Most Zuschauer: 800 Schiedsrichter: Lah, Sok |
| 13. Juni 2015 19:10 Uhr | Strafen: 3×                    | Spielbericht | Strafen: 3×                   | Sportovní hala Banik Most, Most Zuschauer: 800 Schiedsrichter: Lah, Sok |

| 14. Juni 2015 15:00 Uhr | Polen                         | 30:22        | Ukraine                           | Azoty Arena, Stettin Zuschauer: 3.000 Schiedsrichter: Vranes, Wenninger |
| 14. Juni 2015 15:00 Uhr | meiste Tore: Stasiak (5 Tore) | (17:9)       | meiste Tore: Nikolayenko (7 Tore) | Azoty Arena, Stettin Zuschauer: 3.000 Schiedsrichter: Vranes, Wenninger |
| 14. Juni 2015 15:00 Uhr | Strafen: 4× 5×                | Spielbericht | Strafen: 3× 7×                    | Azoty Arena, Stettin Zuschauer: 3.000 Schiedsrichter: Vranes, Wenninger |

| 14. Juni 2015 14:30 Uhr | Island                              | 19:19        | Montenegro                      | Laugardalshöllin, Reykjavík Zuschauer: 600 Schiedsrichter: Baranowski, Lemanowicz |
| 14. Juni 2015 14:30 Uhr | meiste Tore: Þrastardóttir (5 Tore) | (10:11)      | meiste Tore: Bulatović (6 Tore) | Laugardalshöllin, Reykjavík Zuschauer: 600 Schiedsrichter: Baranowski, Lemanowicz |
| 14. Juni 2015 14:30 Uhr | Strafen: 4× 2×                      | Spielbericht | Strafen: 3× 4×                  | Laugardalshöllin, Reykjavík Zuschauer: 600 Schiedsrichter: Baranowski, Lemanowicz |

| 13. Juni 2015 13:30 Uhr | Ungarn                                      | 41:24        | Österreich                  | Audi Arena, Győr Zuschauer: 3.000 Schiedsrichter: Kjersti Arntsen, Guro Röen |
| 13. Juni 2015 13:30 Uhr | meiste Tore: Bulath, Planéta, Tóth (5 Tore) | (17:10)      | meiste Tore: Engel (8 Tore) | Audi Arena, Győr Zuschauer: 3.000 Schiedsrichter: Kjersti Arntsen, Guro Röen |
| 13. Juni 2015 13:30 Uhr | Strafen: 3×                                 | Spielbericht | Strafen: 3×                 | Audi Arena, Győr Zuschauer: 3.000 Schiedsrichter: Kjersti Arntsen, Guro Röen |

| 14. Juni 2015 14:15 Uhr | Slowakei                                              | 20:20        | Spanien                    | Mestská športová hala, Šaľa Zuschauer: 2.500 Schiedsrichter: Rakytina, Tkachuk |
| 14. Juni 2015 14:15 Uhr | meiste Tore: Jakubisová, Skolkowa, Trehubowa (4 Tore) | (9:12)       | meiste Tore: Pena (4 Tore) | Mestská športová hala, Šaľa Zuschauer: 2.500 Schiedsrichter: Rakytina, Tkachuk |
| 14. Juni 2015 14:15 Uhr | Strafen: 3×                                           | Spielbericht | Strafen: 3× 2×             | Mestská športová hala, Šaľa Zuschauer: 2.500 Schiedsrichter: Rakytina, Tkachuk |

| 14. Juni 2015 18:15 Uhr | Schweden                  | 27:21        | Kroatien                      | Hovet, Stockholm Zuschauer: 6.380 Schiedsrichter: Kijauskaite, Zaliene |
| 14. Juni 2015 18:15 Uhr | meiste Tore: Alm (7 Tore) | (14:9)       | meiste Tore: Penezić (7 Tore) | Hovet, Stockholm Zuschauer: 6.380 Schiedsrichter: Kijauskaite, Zaliene |
| 14. Juni 2015 18:15 Uhr | Strafen: 3× 4×            | Spielbericht | Strafen: 4× 1×                | Hovet, Stockholm Zuschauer: 6.380 Schiedsrichter: Kijauskaite, Zaliene |

### WM-Teilnehmer
Qualifiziert für die WM 2015 sind:
- Dänemark (Gastgeber)
- Norwegen (Europameister 2014)
- Frankreich
- Russland
- Rumänien
- Niederlande
- Polen
- Montenegro
- Ungarn
- Spanien
- Schweden
- Deutschland (Wildcard)[4]
- Serbien (Wildcard)[4]

## Qualifikationsturnier
Die Qualifikation um den letzten Teilnahmeplatz bei der Weltmeisterschaft fand vom 15. bis 17. Juni 2015 in Almaty, Kasachstan statt, dabei qualifizierte sich  Kasachstan.
| Pl. | Verein     | Sp. | S | U | N | Tore    | Diff. | Punkte |
| --- | ---------- | --- | - | - | - | ------- | ----- | ------ |
| 1.  | Kasachstan | 3   | 3 | 0 | 0 | 094:650 | +29   | 06:00  |
| 2.  | DR Kongo   | 3   | 2 | 0 | 1 | 086:730 | +13   | 04:20  |
| 3.  | Mexiko     | 3   | 1 | 0 | 2 | 069:720 | −3    | 02:40  |
| 4.  | Australien | 3   | 0 | 0 | 3 | 049:880 | −39   | 00:60  |

| 15. Juni 2015 18:00 Uhr | Mexiko  | 24:16 | Australien | Almaty Schiedsrichter: Alpaidse, Berjoskina |
| 15. Juni 2015 18:00 Uhr | (13:8)  |       |            | Almaty Schiedsrichter: Alpaidse, Berjoskina |
| 15. Juni 2015 18:00 Uhr | Weblink |       |            | Almaty Schiedsrichter: Alpaidse, Berjoskina |

| 15. Juni 2015 20:00 Uhr | Kasachstan | 36:24 | DR Kongo | Almaty Schiedsrichter: Florescu, Stoia |
| 15. Juni 2015 20:00 Uhr | (22:11)    |       |          | Almaty Schiedsrichter: Florescu, Stoia |
| 15. Juni 2015 20:00 Uhr | Weblink    |       |          | Almaty Schiedsrichter: Florescu, Stoia |

| 16. Juni 2015 17:00 Uhr | Australien | 12:32 | DR Kongo | Almaty |
| 16. Juni 2015 17:00 Uhr | (6:13)     |       |          | Almaty |
| 16. Juni 2015 17:00 Uhr | Weblink    |       |          | Almaty |

| 16. Juni 2015 19:00 Uhr | Kasachstan | 26:20 | Mexiko | Almaty |
| 16. Juni 2015 19:00 Uhr | (12:9)     |       |        | Almaty |
| 16. Juni 2015 19:00 Uhr | Weblink    |       |        | Almaty |

| 17. Juni 2015 17:00 Uhr | Mexiko  | 25:30 | DR Kongo | Almaty |
| 17. Juni 2015 17:00 Uhr | (12:16) |       |          | Almaty |
| 17. Juni 2015 17:00 Uhr | Weblink |       |          | Almaty |

| 17. Juni 2015 19:00 Uhr | Kasachstan | 32:21 | Australien | Almaty |
| 17. Juni 2015 19:00 Uhr | (17:9)     |       |            | Almaty |
| 17. Juni 2015 19:00 Uhr | Weblink    |       |            | Almaty |